# グレイシャン・モンカー3世
グレイシャン・モンカー3世（Grachan Moncur III、1937年6月3日 - 2022年6月3日）は、アメリカの新主流派ジャズ・トロンボーン奏者。ニューヨーク出身。
共演者はリー・モーガン、ジャッキー・マクリーン、ボビー・ハッチャーソン、ウェイン・ショーター、ハービー・ハンコック、セシル・マクビー、アンソニー・ウィリアムズ、アーチー・シェップらが挙げられる。
2022年6月3日、誕生日の日に死去した。

## ディスコグラフィ

### リーダー・アルバム
- 『エヴォルーション』 - Evolution (1963年、Blue Note)
- 『サム・アザー・スタッフ』 - Some Other Stuff (1964年、Blue Note)
- 『ニュー・アフリカ』 - New Africa (1969年、BYG Actuel)
- Aco Dei de Madrugada (One Morning I Waked Up Very Early) (1969年、BYG Actuel)
- 『熱禱』 - Echoes of Prayer (1974年、JCOA) ※ジャズ・コンポーザーズ・オーケストラと連名
- Shadows (1977年、Denon)
- The New Breed (The Dedication Series/Vol.VXIII) (1978年、Impulse) ※1965年録音。オムニバス。サイドCとD-1
- Exploration (2004年、Capri) ※Grachan Moncur III Octet名義
- Inner Cry Blues (2007年、Lunar Module)